# Sergej Sergeev (giocatore di calcio a 5)
Sergej Aleksandrovič Sergeev (in russo Сергей Александрович Сергеев?; Mosca, 28 giugno 1983) è un ex giocatore di calcio a 5 russo.

## Carriera

### Club
Sergeev iniziò la carriera nel club di calcio del Krasnogvardeyets come ala, ma capì ben presto di essere più portato per il calcio a 5. Nel 2001 si trasferisce al CSKA Mosca dove gioca per i primi due anni nella squadra riserve. Dalla stagione 2003-04 passa alla prima squadra e segna il suo primo gol il 5 ottobre 2003, aprendo le marcature nel match contro il Itera N.U.. Alla fine della stagione Sergeev totalizza 19 gol risultando il terzo miglior marcatore della squadra.
Con 30 reti, Sergeev è il miglior realizzatore del CSKA della stagione 2007-08. Nel mese di agosto 2008 riceve la fascia da capitano e nel corso della stagione successiva diventa il giocatore con maggior numero di presenze in squadra superando Antipov. Il 27 marzo 2012 viene nominato maestro di sport della Russia.
Nell'estate 2012, a causa del ritiro del CSKA dalla Superliga, si trasferisce alla Dinamo Mosca con la quale vince tre campionati e altrettante coppe di Russia nel corso di un lustro.

### Nazionale
Il 29 novembre 2005 Sergeev debutta nella nazionale russa nel corso di un'amichevole contro l'Italia. L'anno dopo fa parte della nazionale studentesca che vince la Coppa del Mondo. Il 28 gennaio 2007 segna il primo gol con la nazionale maggiore in una partita amichevole contro l'Uzbekistan. Lo stesso anno partecipa al campionato europeo di cui i russi vincono la medaglia di bronzo. In seguito gioca altri quattro tornei continentali, vincendo l'argento nelle edizioni 2012, 2014 e 2016. Ha partecipato inoltre alla Coppa del Mondo 2012 in cui la Russia si è fermata ai quarti di finale.

## Palmarès

### Competizioni nazionali
- Campionato russo: 3
  - Dinamo Mosca: 2012-13, 2015-16, 2016-17
- Coppa di Russia: 4
  - Dinamo Mosca: 2012-13, 2013-14, 2014-15
  - Noril'skij Nikel': 2019-20

### Competizioni internazionali
- Coppa Intercontinentale: 1
  - Dinamo Mosca: 2013